# Bokullen
Bokullen este o arie protejată (arie specială de conservare — SAC, sit de importanță comunitară — SCI) din Suedia întinsă pe o suprafață de 122,4 ha, integral pe uscat.

## Localizare
Centrul sitului Bokullen este situat la coordonatele 59°04′28″N 11°51′51″E / 59.0744°N 11.8642°E.

## Înființare
Situl Bokullen a fost declarat sit de importanță comunitară în iulie 2000 pentru a proteja un număr necunoscut de specii din flora spontană și fauna sălbatică aflate în arealul zonei. Situl a fost protejat și ca arie specială de conservare în martie 2011.

## Biodiversitate
Situată în ecoregiunea boreală, aria protejată conține 1 habitat natural: Taiga vestică.
La baza desemnării sitului se află un număr nedeclarat de specii protejate.